# Kensington (Maryland)
Kensington és una població dels Estats Units a l'estat de Maryland. Segons el cens del 2000 tenia 1.873 habitants.

## Demografia
Segons el cens del 2000, Kensington tenia 1.873 habitants, 729 habitatges, i 467 famílies. La densitat de població era de 1.418 habitants/km².
Dels 729 habitatges en un 31% hi vivien nens de menys de 18 anys, en un 55,3% hi vivien parelles casades, en un 6,9% dones solteres, i en un 35,9% no eren unitats familiars. En el 29,1% dels habitatges hi vivien persones soles el 13,2% de les quals corresponia a persones de 65 anys o més que vivien soles. El nombre mitjà de persones vivint en cada habitatge era de 2,46 i el nombre mitjà de persones que vivien en cada família era de 3,08.
Per edats la població es repartia de la següent manera: un 23,5% tenia menys de 18 anys, un 5% entre 18 i 24, un 27,8% entre 25 i 44, un 23,5% de 45 a 60 i un 20,2% 65 anys o més.
L'edat mediana era de 42 anys. Per cada 100 dones de 18 o més anys hi havia 79,6 homes.
La renda mediana per habitatge era de 76.716 $ i la renda mediana per família de 96.394 $. Els homes tenien una renda mediana de 65.804 $ mentre que les dones 41.364 $. La renda per capita de la població era de 35.919 $. Entorn del 0,9% de les famílies i el 2,1% de la població estaven per davall del llindar de pobresa.

## Poblacions més properes
El següent diagrama mostra les poblacions més properes.